# Thomas de Wratislavia
Thomas de Wratislavia (1297-1378 ?) est un médecin polonais du Moyen Âge (comme Nicolas de Pologne ou Jean Radlica). Il a été évêque de Sarepta (Liban).
Autres dénominations : Thomas de Sarepta, Thomas z Wroclawia, Thomas de Wroclaw.